# I. sjezd Komunistické strany Číny
I. sjezd Komunistické strany Číny (čínsky pchin-jinem Zhōngguó Gòngchǎndǎng dìyīcì quánguódàibiǎodàhuì, znaky zjednodušené 中国共产党第一次全国代表大会) proběhl v Šanghaji a Ťia-singu od 23. do 31. července 1921.
Začátkem června 1921 přijel do Šanghaje emisar Kominterny, nizozemský komunista Henk Sneevliet, působící v Číně pod pseudonymem Ma Lin, a přiměl členy různých komunistických kroužků k zorganizování celostátního setkání. Sjezd započal v čtvrti Sin-tchien-ti v Šanghaji, tehdy na území francouzské koncese. Zúčastnilo se ho třináct delegátů, kteří zastupovali přes padesát členů komunistických skupin. Za Kominternu se sjezdu účastnili Sneevliet a Nikolskij (vyslaný Dálněvýchodním sekretariátem Kominterny, vlastním jménem Vladimir Abramovič Nejman). Sjezdu předsedal Čang Kuo-tchao, 30. července jednání přerušila francouzská policie, delegáti se proto přesunuli na loď na Jižním jezeře v Ťia-singu.
Sjezd se věnoval především programovým otázkám, přijal název strany (Komunistická strana Číny), první program a rezoluci o aktuálních úkolech. K řízení strany zvolil tříčlenný prozatímní výbor ve složení Čchen Tu-siou (tajemník), Čang Kuo-tchao (pro organizaci) a Li Ta (pro propagandu).

## Seznam delegátů
- Li Ta (Šanghaj)
- Li Chan-ťün (Šanghaj)
- Čang Kuo-tchao (Peking)
- Liou Žen-ťing (Peking)
- Mao Ce-tung (Čchang-ša)
- Che Šu-cheng (Čchang-ša)
- Tung Pi-wu (Wu-chan)
- Čchen Tchan-čchiou (Wu-chan)
- Wang Ťin-mej (Ťi-nan)
- Teng En-ming (Ťi-nan)
- Čchen Kung-po (Kanton)
- Čou Fo-chaj (za čínské studenty v Japonsku)
- Pao Chuej-seng (za nepřítomného Čchen Tu-sioua)